# Giorgio Aldrighetti
Giorgio Aldrighetti (ur. w 1943 w Chioggii w prowincji Wenecja) – włoski emerytowany menadżer i wysoki urzędnik ds. kultury i ceremonii rodzinnej gminy, a także heraldyk i falerysta.

## Odznaczenia
- Kawaler Orderu Korony Włoskiej (1981)
- Oficer Orderu Zasługi Republiki Włoskiej (1981)
- Komandor Orderu Świętego Sylwestra (1988)
- Komandor Orderu Zasługi Zakonu Maltańskiego (1993)
- Srebrny Medal Zasługi Zakonu Maltańskiego (2001)
- Srebrny Medal Zasługi Orderu Konstantyńskiego (2011)
- Wielki Oficer Orderu Zasługi Zakonu Maltańskiego (2018)

## Publikacje
- La cucina chioggiotta. Tradizioni e curiosità nell' 800 (1982)
- Chioggia l'arma ed il titolo di città (1983)
- Città di Chioggia. La storia dello stemma (1990)
- Il leone di San Marco. Analisi storico-araldica per lo stemma, gonfalone, bandiera e sigillo della Provincia di Venezia (1995)
- Il gonfalone di San Marco. Analisi storico-araldica dello stemma, gonfalone, sigillo e bandiera della Città di Venezia (1998)
- L'araldica e il leone di S. Marco. Le insegne della provincia di Venezia (2002)
- L'araldica e il leone clugiense. Le insegne della comunità di Chioggia (2004)